# Štefančič
Štefančič je priimek več znanih Slovencev:
- Bojan Štefančič, dokumentalist (Delo), ljubiteljski glasbenik
- Darja Štefančič (*1957), slikarka imaginarnih pokrajin
- Evgen Štefančič, jazz-glasbenik, pianist
- Marcel Štefančič (starejši) (*1937), srednejšolski prof., politik, kulturnik
- Marcel Štefančič ml./jr. (*1960), filmski kritik, televizijski voditelj in publicist
- Marija Štefančič (*1945), fizična antropologinja, univ. prof.
- Marjan Štefančič (1928-2016), pevec basist (Slovenski oktet)
- Martin Štefančič (*1942), zdravnik ortoped, fiziater; jamski reševalec (s Pavletom Š.)?
- Metka Štefančič, farmacevtka
- Mitja Štefančič, ekonomist slovenskega rodu v Italiji
- Peter Štefančič (*1947), smučarski skakalec
- Terezija Štefančič (1936-2023), agronomka, gospodarstvenica?, politična delavka
- Vinko Štefančič star. (1936-2018), živilski gospodarstvenik, ustanovitelj in dolgoletni direktor Tovarne sladkorja Ormož (tudi Vinko ml.)

## Tuji nosilci priimka
- Vlado Štefančić (1931-2017), hrvaški igralec in gledališki režiser (mdr. mjuziklov)